# Nikkel Helmer Kock
Nikkel Helmer Kock (død 1645) var generaltoldvisitør i Danmark og Norge under Christian IV. Han var gift med Else Jensdatter og hans datter Ide Nikkelsdatter Kock blev gift med slotspræst i Skanderborg Jørgen Hansen Seidelin.
Nikkel Helmer Kocks Herkomst er ukendt. I 1651 siges det i en klage over ham (efter hans død), at han engang havde været kok i Flensborg, og han synes at have haft tilknytning til hertugdømmerne. 
Han var i 1630'erne borger og købmand på Christianshavn, hvor han ejede Strandgade 22 og 24 og drev en betydelig handel med tømmer, hamp m.m., som han også leverede til flåden. I september 1633 opholdt han sig i Glückstadt hos Christian IV og i juni 1634 i Danzig. I 1635 sendte kongen ham på en politisk mission til kong Vladislav IV af Polen. Den polske konge skal være blevet så begejstret for Nikkel Kock, at han tog ham i sin tjeneste, og sågar tildelte ham polsk adelskab. Allerede 1636 oprettede han dog et handelskompagni i København sammen med Hans Trægaard og Hans Hofmand til handel på Østersøen. 1637 gjorde Christian IV ham til chef for en eskadre, der skulde hindre den polske toldopkrævning ved Danzig, og samme år erobrede han de to polske orlogsskibe, som skulde varetage denne. 
1637 udsendtes også to orlogsskibe under Nikkel Kocks ledelse med de to kongelige sekretærer Henning Pogwisch og Gabriel Laxmand for at hjembringe Christian IV's bror Hertug Hans lig fra Narva, efter at han var død nogen år forinden i forbindelse med sin forlovelse med den russiske zar Boris Gudonovs datter Axinia (Oxinio).
20. september 1638 fik Nikkel Kock bestalling af Christian IV som skibskaptajn og han foretog i årene herefter flere togter til Rusland, både for at varetage sine egne forretninger og på vegne af kongen. 
Nikkel Kock havde erhvervet sig et nært kendskab til det svenske toldsystem, som de hollandske brødre Peter og Isak Spierinck havde organiseret i Preussen og Kurland. Dette førte til, at Christian IV i 1640 overdrog ham toldvisitationen af fremmede skibe ved de norske kyster. Maj 1642 fik han derefter bestalling til at forestå skibsvisitationen i Norge, og 15. februar 1643 blev han udnævnt til generaltoldvisitør over Danmark og Norge med ret til en femtedel af alt konfiskeret gods. 
Som chef for toldvæsenets visitørvirksomhed i en periode, hvor Christian IV gjorde alt hvad kan kunne for at få toldindtægterne op, blev han Nikkel Kock en kontroversiel politisk personlighed, ikke mindst berømt og berygtet for sin brutale adfærd i forbindelse med opkrævningen af Øresundstolden. 
I Sverige og Holland bidrog hans visitationer og konfiskationer stærkt til at opflamme stemningen mod Danmark, men også her og i Norge var han upopulær. Han skildres af sine fjender som en brutal og udannet person, der hverken kunde læse eller skrive, en ”uforfaren løgnagtig Opsnidere og Drukkenbolt”. Christian IV gjorde lidt Grin med sin ”strenge Kaptajn” og hans polske Adelskab og det fortælles, at kongen af og til godt kunne give ham et rap med sin stok, men han holdt i øvrigt hånden over ham. Mindre godmodige var Helsingørs Borgere, som efter det svenske fredsbrud i december 1643, da han vilde redde sine ejendele til København, angreb ham, så øvrigheden måtte beskytte ham. 1644 gik han med Bud til de danske sendemænd i Moskva.
Et af de skibe, som Nikkel Kock flere gange benyttede, både til et af togterne til Polen og som visitørskib i Norge, var fregatten Snarensvend. Det fik en særpræget skæbne efter hans død, idet det blev kapret af svenskerne og den 28. august 1658 skudt i sænk af Kronborgs kanoner – som det eneste skib nogensinde. Vraget af Snarensvend ligger stadig i Øresund og har været genstand for flere autoriserede og uautoriserede bjærgninger af effekter fra skibet. Der findes således morterer og andre genstande fra Snarensvend på Orlogsmuseet, Tøjhusmuseet og på Helsingør Kommunes Museer.